# Villa Bolasco
Villa Revedin, Rinaldi, Bolasco Piccinelli è una villa veneta di Castelfranco Veneto, in provincia di Treviso.
Si trova a breve distanza dal centro, nel cuore di Borgo Treviso che dalle mura si sviluppa verso est.

## Storia
I terreni su cui oggi si trova il complesso erano in origine dei Tempesta. Passarono quindi ai Morosini e infine, nel 1509, ai Corner che vi fecero costruire un primo complesso signorile.
Questa villa, soprannominata "il Paradiso", è rappresentata per la prima volta nel 1571, in una mappa disegnata da Federico Beltramin. Si trattava di un possente palazzo a corte, con massicce torri sugli angoli e alcune adiacenze che si allungavano verso l'esterno. Verso est, preceduta da una peschiera, svettava una colombaia.
Nel 1607 Nicolò Corner affidò a Vincenzo Scamozzi la ristrutturazione degli edifici (il progetto fu pubblicato dall'architetto ne L'idea dell'architettura universale). L'intervento non vide una completa demolizione, ma apportò delle modifiche al fine di dare alla villa l'aspetto di un palazzo di città, nonostante la localizzazione in campagna. Furono infatti mantenute la colombaia e la peschiera, nonché la disposizione delle adiacenze.
Un'altra mappa del 1660 testimonia come il complesso mantenesse ancora le linee scamozziane. Nel 1697 il russo Pëtr Andreevič Tolstoj, in visita a Venezia, descrisse il giardino che ora si estendeva oltre il canale che lo lambiva a nord, nelle proprietà che erano state dei Soranzo e dei Guidotti; un'altra testimonianza di Bartolomeo Scapinelli, di qualche decennio più tarda, parla di un ponte a nove arcate a collegamento delle due sponde. L'ampliamento del parco avvenne forse in concomitanza all'erezione di un secondo palazzo in luogo degli edifici di servizio.
Nuove rappresentazioni risalgono al 1713 e al 1743 e quest'ultima mostra l'esistenza di uno stradon affiancato da cento statue di Orazio Marinali.
Nel 1766 Giovanni Corner incaricò Francesco Maria Preti di risistemare "il Paradiso", ormai necessitante di un restauro, creando in aggiunta un volume di collegamento tra i due palazzi. Nella relazione allegata al progetto, l'architetto sottolineò l'importanza del giardino e del magnifico viale, consigliando pertanto l'apertura di un loggiato al pianoterra che consentisse una visione completa degli esterni.
L'idea, tuttavia, non venne accolta e la villa iniziò un periodo di grave decadenza. Attorno al 1803 Nicolò Corner Giustinian la diede in affitto a Leopoldo Verizzo, acconsentendo che questi demolisse le due case padronali e adibisse ad arativo il parco. Morto il Corner Giustinian, nel 1808 la vedova Marina Pisani vendette la proprietà ai fratelli Francesco e Antonio Revedin. Fu il figlio di quest'ultimo, Francesco - importante personalità pubblica e primo sindaco di Castelfranco dopo l'annessione all'Italia - a occuparsi del recupero del complesso, rivolgendosi a Giovan Battista Meduna perché fosse costruito un nuovo palazzo nell'angolo nordoccidentale e realizzato un giardino all'inglese.
Per quanto riguarda il parco, al Meduna successero poi l'architetto Francesco Bagnara (che si occupò solo della fase preparatoria del terreno) e il paesaggista francese Marc Guignon, cui si attribuisce il progetto dell'anfiteatro noto come "cavallerizza". 

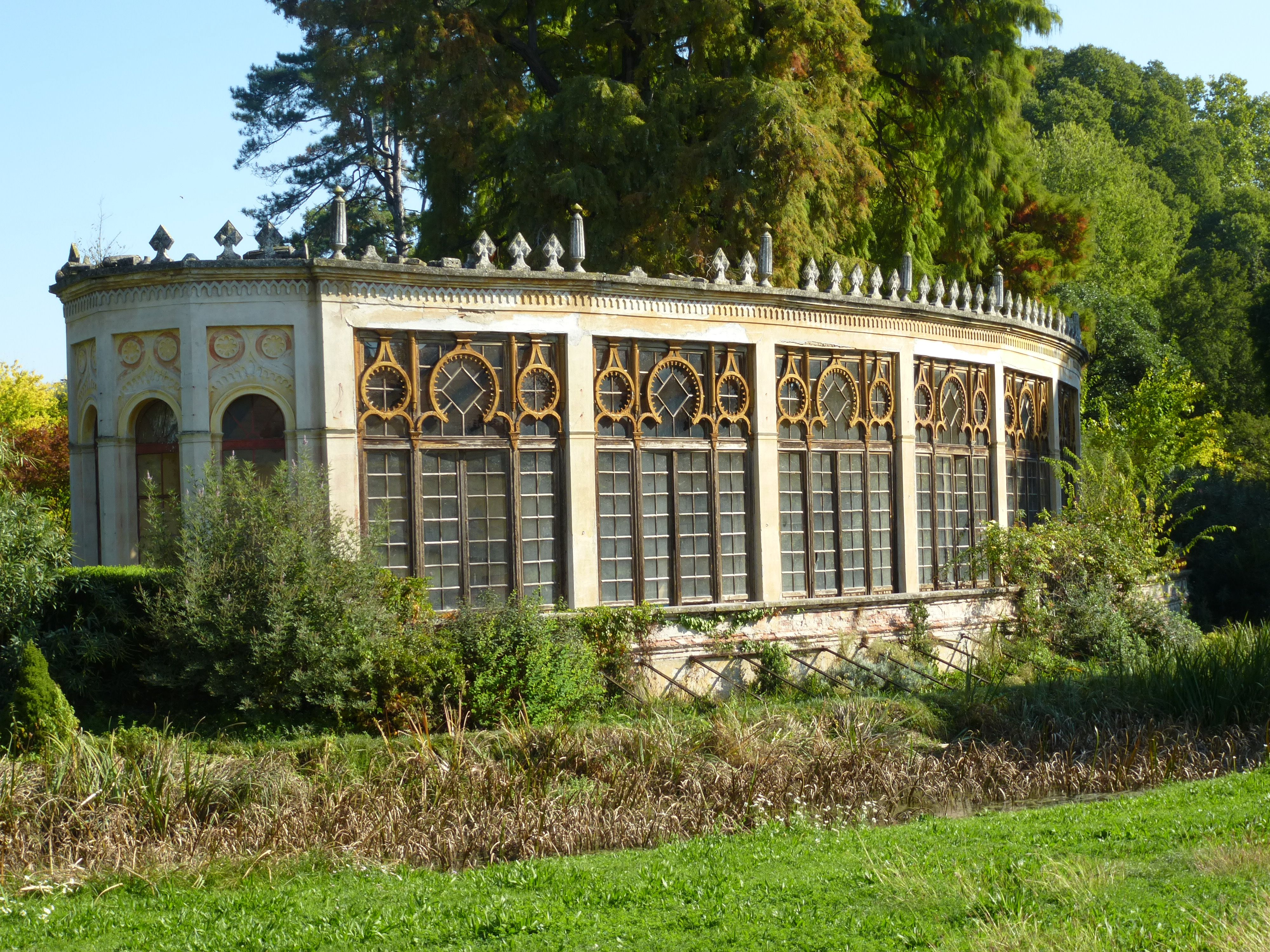
Serra ispano-moresca

Alla morte di Revedin, nel 1869, il complesso fu ereditato dalla nipote Fanny Bassetti, sposata a Pietro Rinaldi - che fu pure sindaco di Castelfranco. Furono questi a rivolgersi all'architetto Antonio Caregaro Negrin che si occupò di costruire la cavana, la serra e altre piccole costruzioni disseminate nel parco.
Nel 1924, con la morte di Vittorio Rinaldi, la proprietà fu ereditata dai nipoti Bolasco Piccinelli. Nel 1984, con la morte di Renata Mazza, vedova di Pietro Bolasco Piccinelli, la villa è passata per sua volontà testamentaria all'Università di Padova che ne ha curato il restauro.

## Premi

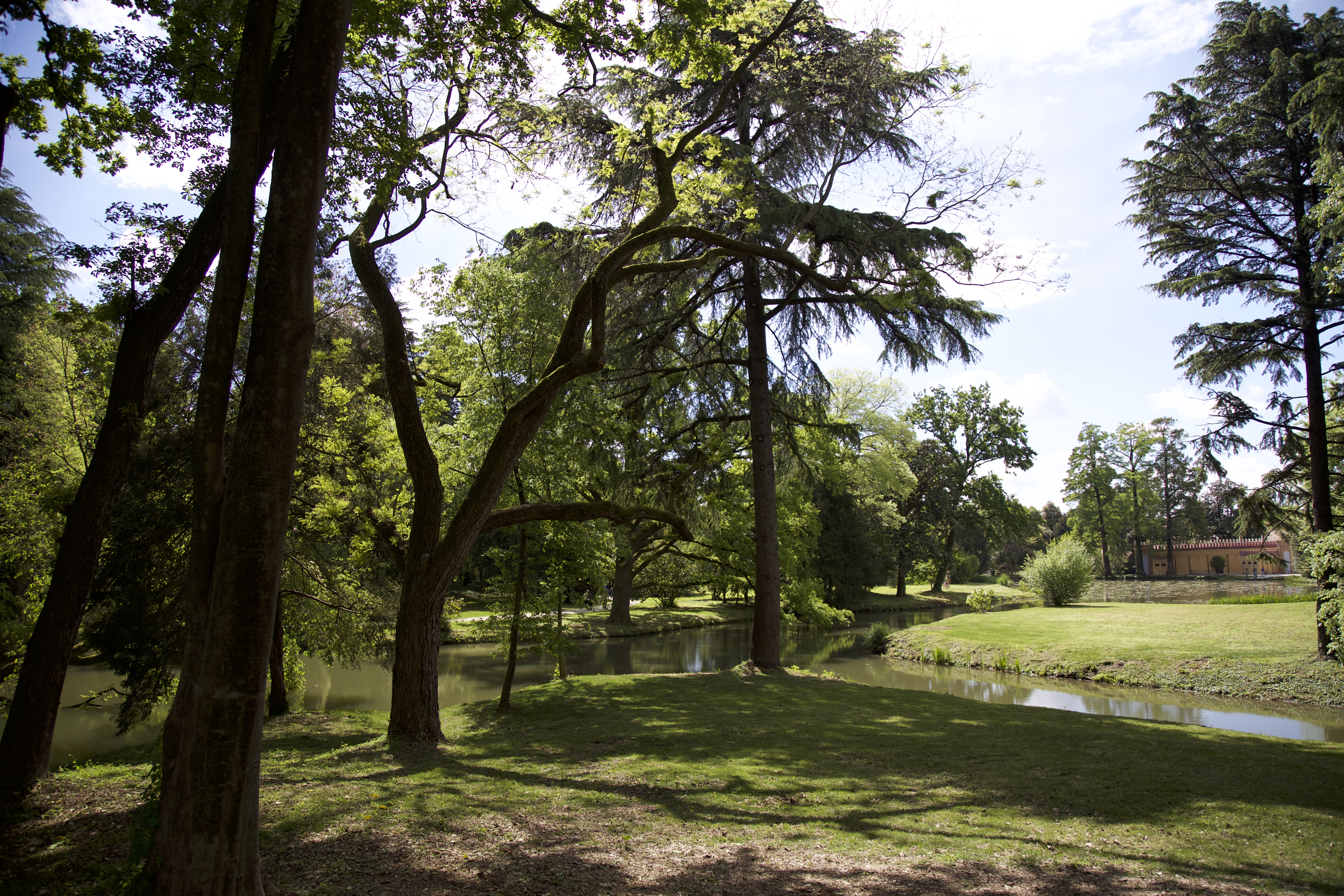
Vegetazione del Parco di Villa Bolasco

Villa Revedin Bolasco è stata teatro della cerimonia di consegna del titolo di “Parco più bello d’Italia” per l’anno 2018 assegnato al giardino della storica villa da una giuria di esperti impegnata a scegliere tra un migliaio di partecipanti del network dei Parchi più belli d’Italia.